# Iñaki Miramón
Iñaki Miramón (Bilbao, Vizcaya, España, 27 de mayo de 1957) es un actor español de cine, teatro y televisión.

## Biografía
Cursa sus estudios en la Universidad Laboral de Éibar a la vez que se inicia en un grupo de teatro aficionado de la localidad, donde coincide con Imanol Arias. Después se traslada a Madrid para estudiar Arte Dramático.

### Carrera como actor
Debuta profesionalmente en 1978 con un papel en la película Arriba Hazaña, de José María Gutiérrez Santos. Después de rodar Tres en raya, de Francisco Romá, se incorpora al recién nacido cine vasco encarnando a Mikel en Siete calles, de Juan Ortuoste y Javier Rebollo (1981). En los años siguientes aparece en El caso Almería, de Pedro Costa; Akelarre, de Pedro Olea y Oficio de muchachos, de Carlos Romero Marchent, entre otras.
Sus papeles televisivos en las series Página de sucesos, A Electra le sienta bien el luto y, sobre todo, Media naranja, donde comparte protagonismo con Amparo Larrañaga, le convierten en un rostro popular para el público. En 1986 interpreta uno de los personajes principales de El disputado voto del señor Cayo, de Antonio Giménez-Rico y a continuación participa en los montajes teatrales La belleza del diablo y Los ochenta son nuestros, aquí a las órdenes de Jesús Puente.
La película El mar y el tiempo, de Fernando Fernán Gómez (1989) le despide del cine durante prácticamente toda la década de 1990, volcándose en el teatro (Noches de amor efímero, La muerte y la doncella, Después de la lluvia, etc.) y la televisión, especialmente en la serie Más que amigos (1997-1998).
En 2000 retoma su carrera cinematográfica y consigue una candidatura al Premio Goya como mejor actor de reparto por You're the One (una historia de entonces), de José Luis Garci, con quien vuelve a colaborar en Historia de un beso y Tiovivo c.1950.
Prosigue una intensa actividad teatral y televisiva, destacando en montajes como Atraco a las tres y Se quieren, con dirección de Esteve Ferrer o en las series A medias, junto a Nancho Novo y Julieta Serrano y La sopa boba.
En 2008 interviene en la película Todos estamos invitados, de Manuel Gutiérrez Aragón.

### Vida personal
Casado, tiene una hija y un hijo, el cual sigue los pasos de su padre, habiendo formado parte del elenco que actúa en la obra de teatro
Billy Elliot.
Fue pareja de la actriz y presentadora Lydia Bosch durante la década de 1980.

## Filmografía

### Largometrajes
| Año  | Título                                    | Personaje       | Dirección                          |
| ---- | ----------------------------------------- | --------------- | ---------------------------------- |
| 1977 | María, la santa                           | Diego           | Roberto Fandiño                    |
| 1978 | Arriba Hazaña                             | Julián Ceballos | José María Gutiérrez               |
| 1979 | Tres en raya                              | Paco            | Francisco Romá                     |
| 1980 | Kargus                                    |                 | Juan Miñón y Miguel Ángel Trujillo |
| 1981 | Siete calles                              | Mikel           | Javier Rebollo y Juan Ortuoste     |
| 1982 | Cuerpo a cuerpo                           | Jorge           | Paulino Viota                      |
| 1982 | Best Seller                               | Pepe            | Íñigo Botas                        |
| 1982 | Pestañas postizas                         | Fernando        | Enrique Belloch                    |
| 1984 | Akelarre                                  | Íñigo           | Pedro Olea                         |
| 1984 | El caso Almería                           | Luis Trueba     | Pedro Costa                        |
| 1986 | El disputado voto del señor Cayo          | Rafa            | Antonio Giménez-Rico               |
| 1986 | Oficio de muchachos                       | Lucas           | Carlos Romero Marchent             |
| 1989 | El mar y el tiempo                        | Anselmo         | Fernando Fernán Gómez              |
| 1989 | Los ochenta son nuestros                  | José            | Manuel Aguado                      |
| 1997 | Milagro en casa de los López              |                 |                                    |
| 2000 | You're the One (una historia de entonces) | Orfeo           | José Luis Garci                    |
| 2002 | Historia de un beso                       | Periodista      | José Luis Garci                    |
| 2003 | Hotel Danubio                             | Agente          | Antonio Giménez-Rico               |
| 2003 | Atraco a las tres... y media              | Galindo         | Raúl Marchand                      |
| 2004 | Tiovivo c. 1950                           | Poeta           | José Luis Garci                    |
| 2008 | Todos estamos invitados                   | Imanol Iribar   | Manuel Gutiérrez Aragón            |
| 2011 | El artificio                              | Marcus          | José Enrique March                 |
| 2012 | La conspiración                           | Mallol          | Pedro Olea                         |
| 2022 | El comensal                               | Javier Arriaga  | Ángeles González-Sinde             |
| 2023 | De perdidos a Río                         | Quiosquero      | Joaquín Mazón                      |
| 2024 | La familia Benetón                        | Gonzalo, vecino | Joaquín Mazón                      |

### Cortometrajes
| Año  | Título                    | Personaje          | Diorección             |
| ---- | ------------------------- | ------------------ | ---------------------- |
| 1982 | Nana para una nube blanca |                    | Jesús Cuadrado         |
| 1982 | El viejo                  |                    | Nicolás Muñoz Avia     |
| 1983 | Sólo un dibujo            |                    | Antonio Martínez       |
| 1984 | El vividor cero           | Clérigo encadenado | Carmelo Espinosa       |
| 1984 | Moraleja                  |                    | Jorge Sainz            |
| 1986 | Shh                       | Descapuchados      | Escuadra Cobra         |
| 1995 | El mejor amante del mundo |                    | Verónica Cerdán Molina |
| 2003 | El extra                  | Productor          | Alberto Pernet         |
| 2003 | Anatomía patológica       | Fermín             | Assumpta García Mas    |
| 2023 | En un Segundo             | Segundo            | Pablo Fajardo          |

## Televisión
| Año         | Título                                       | Personaje                                | Cadena             | Notas           |
| ----------- | -------------------------------------------- | ---------------------------------------- | ------------------ | --------------- |
| 1985        | Página de sucesos                            | Pepe                                     | La 1               | 13 episodios    |
| 1986        | A Electra le sienta bien el luto             | Peter                                    | La 1               | 3 episodios     |
| 1986        | Media naranja                                | Luis                                     | La 1               | 12 episodios    |
| 1996        | La revista                                   |                                          | La 1               | 3 episodios     |
| 1997 - 1998 | Más que amigos                               | Guillermo Santos                         | Telecinco          | 29 episodios    |
| 1997        | Médico de familia                            |                                          | Telecinco          | 1 episodio      |
| 2000        | 7 vidas                                      | Julio José Riverson                      | Telecinco          | 1 episodio      |
| 2002        | A medias                                     | Santi                                    | Antena 3           | 10 episodios    |
| 2004        | La sopa boba                                 | Luis                                     | Antena 3           | 111 episodios   |
| 2005        | Hospital Central                             | Manu                                     | Telecinco          | 1 episodio      |
| 2005        | Mis adorables vecinos                        |                                          | Antena 3           | 1 episodio      |
| 2005        | Lobos                                        | Fiz                                      | Antena 3           | 6 episodios     |
| 2005 - 2006 | 7 días al desnudo                            | Andrés Buenaventura                      | Cuatro             | 9 episodios     |
| 2010        | Raphael: una historia de superación personal | Pedro Ruiz                               | Antena 3           | 2 episodios     |
| 2011        | Vida loca                                    | Tito                                     | Telecinco          | 1 episodio      |
| 2012 - 2014 | Con el culo al aire                          | José Luis Ercilurrutigastañazagogueascoa | Antena 3           | 42 episodios    |
| 2015 - 2016 | Gym Tony                                     | Perico Valcarce                          | Cuatro             | 169 episodios   |
| 2016 - 2024 | Amar es para siempre                         | Justo Quintero Sánchez                   | Antena 3           | 1.919 episodios |
| 2018, 2021  | Pequeñas coincidencias                       | José Manuel García                       | Prime Video        | 3 episodios     |
| 2023        | Los pacientes del doctor García              | Basilio Rodríguez                        | La 1 y Netflix     | 3 episodios     |
| 2025        | Atasco                                       | Álvaro                                   | Amazon Prime Video | 1 episodio      |

## Teatro
| Título                                              |
| --------------------------------------------------- |
| Los ochenta son nuestros (1988)                     |
| Maribel y la extraña familia, como Marcelino (1989) |
| Noches de amor efímero                              |
| Feliz cumpleaños, señor ministro                    |
| Entre bobos anda el juego (1991)                    |
| Una pareja singular (1991)                          |
| Un espíritu burlón (1998)                           |
| Después de la lluvia                                |
| Atraco a las tres                                   |
| Se quieren (2002-2004)                              |
| Gorda (2005-2006)                                   |
| Arte (2009)                                         |
| ¡Manos quietas! (2010)                              |
| La venganza de don Mendo (2010)                     |
| Héroes (2016)                                       |
| Laponia (2022-2024)                                 |

## Premios y candidaturas
Premios Goya
| Año  | Categoría                                 | Película                                  | Resultado |
| ---- | ----------------------------------------- | ----------------------------------------- | --------- |
| 2000 | Mejor interpretación masculina de reparto | You're the One (una historia de entonces) | Candidato |

Círculo de Escritores Cinematográficos
| Año  | Categoría              | Película                                  | Resultado |
| ---- | ---------------------- | ----------------------------------------- | --------- |
| 2000 | Mejor actor secundario | You're the One (una historia de entonces) | Candidato |